# Riverside International Raceway
Riverside International Raceway je dirkališče, ki leži v bližini ameriškega mesta Riverside, Kalifornija. Leta 1960 je gostilo dirko Formule 1 za Veliko nagrado ZDA.

## Zmagovalci
| Leto | Dirkač        | Moštvo       | Poročilo |
| ---- | ------------- | ------------ | -------- |
| 1960 | Stirling Moss | Lotus-Climax | Poročilo |